# イェリ
イェリ（英: Yeri、韓: 예리、1999年3月5日 - ）は、韓国の歌手、ラッパーである。女性アイドルグループ・Red Velvetのメンバー。本名はキム・イェリム（漢: 金藝琳、韓: 김예림）。BLITZWAY ENTERTAINMENT所属。元SMエンタテインメント所属。

## 来歴
1999年3月5日、ソウル特別市に生まれ、京畿道南楊州市で育った。
2010年、オーディションを介してSMエンタテインメントへ入所。その後、SMエンタテインメントのプレデビューチームであるSMルーキーズのメンバーとして公開された。
2015年3月10日、ガールズグループRed Velvetへの加入を発表。同月17日にリリースされたRed Velvetの1stミニアルバム『Ice Cream Cake』で、5年間の練習生生活を経て正式にデビューを果たした。
2021年3月3日、tvN『ドラマステージ2021』の「ミントコンディション」にホン・チェリ役で出演し、女優デビュー。
2022年8月、Red Velvetで初となるYouTubeの個人チャンネルが開設され、31日に最初の動画が投稿された。
2025年4月4日、SMエンタテインメントとの専属契約を終了したことが発表された。なお、グループ活動は継続する。
2025年5月1日、BLITZWAY ENTERTAINMENTと専属契約を締結したことが発表された。

## 人物
身長159cm、血液型O型。MBTIは2023年時点でINTP。
TWICEのチェヨンとは高校の同級生であり、ナヨンとは番組での共演で仲良くなった。またBLACKPINKのジェニとも仲が良い。
Red Velvetの最年少メンバーであり、サブボーカルとサブラッパーを担当。メンバーカラーはパープル。キャッチコピーは「肯定エナジーを伝える末っ子」。
SMルーキーズではセンターを担当していた。
同じく歌手のリュ・ジェヒョンは従兄弟（父方の伯母の子）。

## 作品

### コラボレーション
- イェリ×GiantPink「月曜日よりは火曜日」（2019年5月29日）

## 出演

### 映画
- トロールズ ミュージック★パワー（2020年、ドリームワークス）- キム・プティ 役[9]
- 劇場版ブルーバースデー（2022年1月19日） - オ・ハリン 役[10]

### テレビドラマ
- ドラマステージ2021 ミントコンディション（2021年、tvN）- ホン・チェリ 役[2]

### 配信ドラマ
- ブルーバースデー（2021年7月23日 - 9月11日、Playlist） - オ・ハリン 役[11][12]
- Bitch X Rich（2023年5月31日-、Wavve） - ペク・ジェナ 役[13]

### テレビ番組
※ レギュラー出演のみ
- SHOW!音楽の中心（2015年5月9日 - 2015年11月14日、MBC）- MC
- 秘密のお姉ちゃん（2018年4月20日 - 2018年7月20日、JTBC）

### ウェブ番組
※ レギュラー出演のみ
- イェリの部屋（2021年、DUM DUM STUDIO、YouTube）- 進行者